# 强卫
强卫（1953年3月—），江苏无锡人；1969年1月参加工作，1975年3月加入中国共产党，中国科学技术大学经济管理专业硕士。中共第十六屆中央候補委員，第十七屆、十八届中央委員。曾任中共青海省委书记，中共江西省委书记，全国人大内务司法委员会副主任委员，政协第十三届全国委员会社会和法制委员会副主任。

## 簡歷
早年曾是中国人民解放军海军福建基地军械修理所战士；北京化工厂工人，北京化学试剂研究所六室副主任，副所长，北京化工厂党委书记。
1987年6月，任共青团北京市委书记。1990年12月任中共北京市石景山区委书记，区人大常委会主任。1992年12月升任中共北京市委常委。1993年3月起，兼任中共北京市委城建工委书记。1994年3月起任中共北京市委宣传部部长。1999年3月起任中共北京市委政法委书记兼北京市公安局局长，2001年8月不再兼任市局局长。据《羊城晚报》报道，强卫在担任北京市委政法委书记期间，曾主持召开北京市高级人民法院、市检察院、市公安局“三长会议”，下令终止侦查引起社会广泛关注的清华大学女生朱令铊中毒案。2001年3月，升任中共北京市委副书记兼政法委书记。2006年1月，任北京市委副书记、纪委书记、政法委书记。
2007年3月，升任中共青海省委书记、青海省人大常委会主任。2012年5月22日，在中共青海省第十二届委员会第一次全体会议上当选省委书记（至2013年3月）。2013年1月29日，在青海省第十二届人民代表大会第一次会议上当选青海省人大常委会主任。
2013年3月任中共江西省委书记。2016年6月29日，不再擔任中共江西省委書記。2016年7月2日，十二届全国人大常委会第二十一次会议任命强卫为全国人大内务司法委员会副主任委员。2018年1月，当选第十三届全国政协委员。2018年3月，任全国政协社会和法制委员会副主任。

## 主抓大案
- 2001年打闷棍焦文軍案